# Jorge Pérez Vento
Jorge Pérez Vento   (28 de setembre de 1947) és un jugador de voleibol cubà, ja retirat, que va competir durant les dècades de 1960 i 1970.
El 1972 va prendre part en els Jocs Olímpics d'Estiu de Múnic, on fou desè en la competició de voleibol. Quatre anys més tard, als Jocs de Mont-real, va guanyar la medalla de bronze en la mateixa competició.
En el seu palmarès també destaquen dues medalles d'or (1971 i 1975) i una de bronze (1967) als Jocs Panamericans i tres medalles d'or als Jocs Centreamericans i del Carib (1966, 1970 i 1974).